# Premiul Gotham pentru cel mai bun actor debutant
Premiul Gotham pentru cel mai bun actor debutant (Gotham Independent Film Award for Breakthrough Performer) este unul dintre Premiile Gotham acordate anual. A fost decernat pentru prima dată în 1998.

## Câștigători și nominalizați

### Anii 1990
| An      | Câștigător și nominalizați | Film                  | Rol            | Ref.  |
| ------- | -------------------------- | --------------------- | -------------- | ----- |
| 1998⁠(d) | Sonja Sohn⁠(d)              | Slam⁠(d)               | Lauren Bell    | [ 2 ] |
| 1998⁠(d) | Saul Williams⁠(d)           | Slam⁠(d)               | Ray Joshua     | [ 2 ] |
| 1998⁠(d) | Norman Reedus              | Six Ways to Sunday⁠(d) | Harold         | [ 2 ] |
| 1998⁠(d) | Sam Rockwell               | Lawn Dogs⁠(d)          | Trent Burns    | [ 2 ] |
| 1998⁠(d) | Robin Tunney               | Niagara, Niagara⁠(d)   | Marcy          | [ 2 ] |
| 1999⁠(d) | Dylan Baker⁠(d)             | Happiness⁠(d)          | Bill Maplewood | [ 3 ] |
| 1999⁠(d) | Janet McTeer               | Tumbleweeds⁠(d)        | Mary Jo Walker | [ 3 ] |

### Anii 2000
| An      | Câștigător și nominalizați | Film                                  | Rol                                | Ref.   |
| ------- | -------------------------- | ------------------------------------- | ---------------------------------- | ------ |
| 2000⁠(d) | Michelle Rodriguez         | Girlfight⁠(d)                          | Diana Guzman                       | [ 4 ]  |
| 2001⁠(d) | Yolonda Ross⁠(d)            | Stranger Inside⁠(d)                    | Treasure                           | [ 5 ]  |
| 2002⁠(d) | Maggie Gyllenhaal          | Secretary⁠(d)                          | Lee Holloway                       | [ 6 ]  |
| 2003⁠(d) | Lee Pace⁠(d)                | Soldier's Girl⁠(d)                     | Calpernia Addams⁠(d)                | [ 7 ]  |
| 2003⁠(d) | Bobby Cannavale            | The Station Agent⁠(d)                  | Joe Oramas                         | [ 7 ]  |
| 2003⁠(d) | Jesse Eisenberg            | Roger Dodger⁠(d)                       | Nick                               | [ 7 ]  |
| 2003⁠(d) | Judy Marte⁠(d)              | Raising Victor Vargas⁠(d)              | Judy                               | [ 7 ]  |
| 2003⁠(d) | Victor Rasuk⁠(d)            | Raising Victor Vargas⁠(d)              | Victor                             | [ 7 ]  |
| 2003⁠(d) | Paul Schneider⁠(d)          | All the Real Girls⁠(d)                 | Paul                               | [ 7 ]  |
| 2004⁠(d) | Catalina Sandino Moreno⁠(d) | Maria Full of Grace⁠(d)                | Maria Álvarez                      | [ 8 ]  |
| 2004⁠(d) | Mos Def⁠(d)                 | The Woodsman⁠(d)                       | Lucas                              | [ 8 ]  |
| 2004⁠(d) | Ensemble Cast              | Everyday People⁠(d)                    | Various                            | [ 8 ]  |
| 2004⁠(d) | Anthony Mackie             | Brother to Brother⁠(d)                 | Perry                              | [ 8 ]  |
| 2004⁠(d) | Dallas Roberts⁠(d)          | A Home at the End of the World⁠(d)     | Jonathan Glover                    | [ 8 ]  |
| 2005⁠(d) | Amy Adams                  | Junebug⁠(d)                            | Ashley Johnsten                    | [ 9 ]  |
| 2005⁠(d) | Camilla Belle⁠(d)           | The Ballad of Jack and Rose⁠(d)        | Rose Slavin                        | [ 9 ]  |
| 2005⁠(d) | Joseph Gordon-Levitt       | Mysterious Skin                       | Neil McCormick                     | [ 9 ]  |
| 2005⁠(d) | Terrence Howard            | Hustle & Flow⁠(d)                      | DJay                               | [ 9 ]  |
| 2005⁠(d) | Damian Lewis⁠(d)            | Keane⁠(d)                              | William Keane                      | [ 9 ]  |
| 2006⁠(d) | Shareeka Epps⁠(d)           | Half Nelson⁠(d)                        | Drey                               | [ 10 ] |
| 2006⁠(d) | Rinko Kikuchi              | Babel                                 | Chieko Wataya                      | [ 10 ] |
| 2006⁠(d) | Abigail Breslin            | Little Miss Sunshine⁠(d)               | Olive Hoover                       | [ 10 ] |
| 2006⁠(d) | Melinda Page Hamilton⁠(d)   | Sleeping Dogs Lie⁠(d)                  | Amy                                | [ 10 ] |
| 2006⁠(d) | Channing Tatum             | A Guide to Recognizing Your Saints⁠(d) | Antonio (young)                    | [ 10 ] |
| 2007⁠(d) | Elliot Page                | Juno                                  | Juno MacGuff                       | [ 11 ] |
| 2007⁠(d) | Emile Hirsch⁠(d)            | Into the Wild                         | Chris McCandless                   | [ 11 ] |
| 2007⁠(d) | Kene Holliday⁠(d)           | Great World of Sound⁠(d)               | Clarence                           | [ 11 ] |
| 2007⁠(d) | Jess Weixler⁠(d)            | Teeth⁠(d)                              | Dawn O'Keefe                       | [ 11 ] |
| 2007⁠(d) | Luisa Williams             | Day Night Day Night⁠(d)                | She                                | [ 11 ] |
| 2008⁠(d) | Melissa Leo                | Frozen River                          | Ray Eddy                           | [ 12 ] |
| 2008⁠(d) | Pedro Castaneda            | August Evening⁠(d)                     | Jaime                              | [ 12 ] |
| 2008⁠(d) | Rosemarie DeWitt⁠(d)        | Rachel Getting Married⁠(d)             | Rachel Buchman                     | [ 12 ] |
| 2008⁠(d) | Rebecca Hall               | Vicky Cristina Barcelona              | Vicky                              | [ 12 ] |
| 2008⁠(d) | Alejandro Polanco          | Chop Shop⁠(d)                          | Alejandro "Ale"                    | [ 12 ] |
| 2008⁠(d) | Micheal J. Smith Sr.       | Ballast⁠(d)                            | Lawrence                           | [ 12 ] |
| 2009⁠(d) | Catalina Saavedra⁠(d)       | The Maid⁠(d)                           | Raquel                             | [ 13 ] |
| 2009⁠(d) | Ben Foster                 | The Messenger⁠(d)                      | SSgt. Will Montgomery              | [ 13 ] |
| 2009⁠(d) | Patton Oswalt⁠(d)           | Big Fan⁠(d)                            | Paul Aufiero                       | [ 13 ] |
| 2009⁠(d) | Jeremy Renner              | The Hurt Locker                       | Sergeant First Class William James | [ 13 ] |
| 2009⁠(d) | Souléymane Sy Savané⁠(d)    | Goodbye Solo⁠(d)                       | Solo                               | [ 13 ] |

### Anii 2010
| An      | Câștigător și nominalizați | Film                                   | Rol                              | Ref.          |
| ------- | -------------------------- | -------------------------------------- | -------------------------------- | ------------- |
| 2010⁠(d) | Ronald Bronstein⁠(d)        | Daddy Longlegs⁠(d)                      | Lenny Sokol                      | [ 14 ]        |
| 2010⁠(d) | Prince Adu                 | Prince of Broadway⁠(d)                  | Lucky                            | [ 14 ]        |
| 2010⁠(d) | Greta Gerwig               | Greenberg⁠(d)                           | Florence Marr                    | [ 14 ]        |
| 2010⁠(d) | Jennifer Lawrence          | Winter's Bone⁠(d)                       | Ree Dolly                        | [ 14 ]        |
| 2010⁠(d) | John Ortiz⁠(d)              | Jack Goes Boating⁠(d)                   | Clyde                            | [ 14 ]        |
| 2011⁠(d) | Felicity Jones             | Like Crazy⁠(d)                          | Anna Maria Gardner               | [ 15 ]        |
| 2011⁠(d) | Elizabeth Olsen            | Martha Marcy May Marlene⁠(d)            | Martha/Marcy May/"Marlene Lewis" | [ 15 ]        |
| 2011⁠(d) | Harmony Santana⁠(d)         | Gun Hill Road⁠(d)                       | Michael/Vanessa                  | [ 15 ]        |
| 2011⁠(d) | Shailene Woodley           | The Descendants                        | Alexandra "Alex" King            | [ 15 ]        |
| 2011⁠(d) | Jacob Wysocki⁠(d)           | Terri⁠(d)                               | Terri Thompson                   | [ 15 ]        |
| 2012⁠(d) | Emayatzy Corinealdi⁠(d)     | Middle of Nowhere⁠(d)                   | Ruby                             | [ 16 ] [ 17 ] |
| 2012⁠(d) | Mike Birbiglia⁠(d)          | Sleepwalk with Me⁠(d)                   | Matt Pandamiglio                 | [ 16 ] [ 17 ] |
| 2012⁠(d) | Thure Lindhardt⁠(d)         | Keep the Lights On⁠(d)                  | Erik Rothman                     | [ 16 ] [ 17 ] |
| 2012⁠(d) | Melanie Lynskey            | Hello I Must Be Going⁠(d)               | Amy                              | [ 16 ] [ 17 ] |
| 2012⁠(d) | Quvenzhané Wallis          | Beasts of the Southern Wild⁠(d)         | Hushpuppy                        | [ 16 ] [ 17 ] |
| 2013⁠(d) | Michael B. Jordan          | Fruitvale Station⁠(d)                   | Oscar Grant III⁠(d)               | [ 18 ]        |
| 2013⁠(d) | Dane DeHaan⁠(d)             | Kill Your Darlings⁠(d)                  | Lucien Carr⁠(d)                   | [ 18 ]        |
| 2013⁠(d) | Kathryn Hahn               | Afternoon Delight⁠(d)                   | Rachel                           | [ 18 ]        |
| 2013⁠(d) | Lupita Nyong'o             | 12 Years a Slave                       | Patsey⁠(d)                        | [ 18 ]        |
| 2013⁠(d) | Robin Weigert⁠(d)           | Concussion⁠(d)                          | Abby Ableman / Eleanor           | [ 18 ]        |
| 2014⁠(d) | Tessa Thompson⁠(d)          | Dear White People⁠(d)                   | Samantha "Sam" White             | [ 19 ]        |
| 2014⁠(d) | Riz Ahmed                  | Nightcrawler                           | Rick                             | [ 19 ]        |
| 2014⁠(d) | Macon Blair                | Blue Ruin                              | Dwight Evans                     | [ 19 ]        |
| 2014⁠(d) | Ellar Coltrane⁠(d)          | Boyhood                                | Mason Evans Jr.                  | [ 19 ]        |
| 2014⁠(d) | Joey King                  | Wish I Was Here⁠(d)                     | Grace Bloom                      | [ 19 ]        |
| 2014⁠(d) | Jenny Slate⁠(d)             | Obvious Child⁠(d)                       | Donna Stern                      | [ 19 ]        |
| 2015⁠(d) | Mya Taylor⁠(d)              | Tangerine⁠(d)                           | Alexandra                        | [ 20 ]        |
| 2015⁠(d) | Rory Culkin⁠(d)             | Gabriel⁠(d)                             | Gabriel                          | [ 20 ]        |
| 2015⁠(d) | Arielle Holmes⁠(d)          | Heaven Knows What⁠(d)                   | Harley                           | [ 20 ]        |
| 2015⁠(d) | Lola Kirke⁠(d)              | Mistress America⁠(d)                    | Tracy Fishko                     | [ 20 ]        |
| 2015⁠(d) | Kitana Kiki Rodriguez⁠(d)   | Tangerine⁠(d)                           | Sin-Dee Rella                    | [ 20 ]        |
| 2016⁠(d) | Anya Taylor-Joy            | The Witch                              | Thomasin                         | [ 21 ]        |
| 2016⁠(d) | Lily Gladstone⁠(d)          | Certain Women⁠(d)                       | Jamie                            | [ 21 ]        |
| 2016⁠(d) | Lucas Hedges⁠(d)            | Manchester by the Sea⁠(d)               | Patrick Chandler                 | [ 21 ]        |
| 2016⁠(d) | Royalty Hightower          | The Fits⁠(d)                            | Toni                             | [ 21 ]        |
| 2016⁠(d) | Sasha Lane⁠(d)              | American Honey⁠(d)                      | Star                             | [ 21 ]        |
| 2017⁠(d) | Timothée Chalamet          | Call Me by Your Name                   | Elio Perlman                     | [ 22 ]        |
| 2017⁠(d) | Mary J. Blige              | Mudbound                               | Florence Jackson                 | [ 22 ]        |
| 2017⁠(d) | Harris Dickinson⁠(d)        | Beach Rats⁠(d)                          | Frankie                          | [ 22 ]        |
| 2017⁠(d) | Kelvin Harrison Jr.⁠(d)     | It Comes at Night⁠(d)                   | Travis                           | [ 22 ]        |
| 2017⁠(d) | Brooklynn Prince⁠(d)        | The Florida Project⁠(d)                 | Moonee                           | [ 22 ]        |
| 2018⁠(d) | Elsie Fisher⁠(d)            | Eighth Grade⁠(d)                        | Kayla Day                        | [ 23 ]        |
| 2018⁠(d) | Yalitza Aparicio⁠(d)        | Roma⁠(d)                                | Cleodegaria "Cleo" Gutiérrez     | [ 23 ]        |
| 2018⁠(d) | Helena Howard⁠(d)           | Madeline's Madeline⁠(d)                 | Madeline                         | [ 23 ]        |
| 2018⁠(d) | KiKi Layne⁠(d)              | If Beale Street Could Talk⁠(d)          | Clementine "Tish" Rivers         | [ 23 ]        |
| 2018⁠(d) | Thomasin McKenzie⁠(d)       | Leave No Trace⁠(d)                      | Tom                              | [ 23 ]        |
| 2019⁠(d) | Taylor Russell⁠(d)          | Waves⁠(d)                               | Emily Williams                   | [ 24 ]        |
| 2019⁠(d) | Julia Fox⁠(d)               | Uncut Gems                             | Julia Holmes                     | [ 24 ]        |
| 2019⁠(d) | Aisling Franciosi⁠(d)       | The Nightingale⁠(d)                     | Clare Carroll                    | [ 24 ]        |
| 2019⁠(d) | Chris Galust               | Give Me Liberty⁠(d)                     | Vic                              | [ 24 ]        |
| 2019⁠(d) | Noah Jupe⁠(d)               | Honey Boy⁠(d)                           | Young Otis Lort                  | [ 24 ]        |
| 2019⁠(d) | Jonathan Majors⁠(d)         | The Last Black Man in San Francisco⁠(d) | Montgomery Allen                 | [ 24 ]        |

### Anii 2020
| An      | Câștigător și nominalizați | Film                             | Rol             | Ref.          |
| ------- | -------------------------- | -------------------------------- | --------------- | ------------- |
| 2020⁠(d) | Kingsley Ben-Adir⁠(d)       | One Night in Miami...⁠(d)         | Malcolm X       | [ 25 ]        |
| 2020⁠(d) | Jasmine Batchelor          | The Surrogate⁠(d)                 | Jess Harris     | [ 25 ]        |
| 2020⁠(d) | Sidney Flanigan⁠(d)         | Never Rarely Sometimes Always⁠(d) | Autumn Callahan | [ 25 ]        |
| 2020⁠(d) | Orion Lee                  | First Cow⁠(d)                     | King-Lu         | [ 25 ]        |
| 2020⁠(d) | Kelly O'Sullivan⁠(d)        | Saint Frances⁠(d)                 | Bridget         | [ 25 ]        |
| 2021⁠(d) | Emilia Jones⁠(d)            | CODA                             | Ruby Rossi      | [ 26 ] [ 27 ] |
| 2021⁠(d) | Natalie Morales⁠(d)         | Language Lessons⁠(d)              | Cariño          | [ 26 ] [ 27 ] |
| 2021⁠(d) | Rachel Sennott⁠(d)          | Shiva Baby⁠(d)                    | Danielle        | [ 26 ] [ 27 ] |
| 2021⁠(d) | Suzanna Son⁠(d)             | Red Rocket⁠(d)                    | Strawberry      | [ 26 ] [ 27 ] |
| 2021⁠(d) | Amalia Ulman⁠(d)            | El Planeta⁠(d)                    | Leonor Jimenez  | [ 26 ] [ 27 ] |